# محمدلو (مشگین‌شهر)
محمدلو یک روستا در ایران است که در دهستان ارشق مرکزی واقع شده‌است. محمدلو ۱۹ نفر جمعیت دارد.